# Something to Talk About (soundtrack)
Something to Talk About is de originele soundtrack, gecomponeerd door Hans Zimmer en Graham Preskett voor de film Something to Talk About uit 1995 van Lasse Hallström. Het album werd uitgebracht op 29 augustus 1995 door Varèse Sarabande.

## Achtergrond
De muziek werd opgenomen en gemixt in de studio Media Ventures en de Ocean Way Studios in Los Angeles. Het werd opgenomen en gemixt door Alan Meyerson en Jay Rifkin. Opnameapparatuur dat is gebruikt zijn een Euphonix, Steinberg, Yamaha en Roland Spatializer.

## Tracklijst
Alle muziek is geschreven door Hans Zimmer en Graham Preskett.
| 1.                 | Dysfunctionally, yours | 9:36  |
| 2.                 | Kings of Carolina      | 1:21  |
| 3.                 | Dinner for Two         | 10:02 |
| 4.                 | The Witches            | 2:10  |
| 5.                 | Grace                  | 5:39  |
| 6.                 | Southern Comfort       | 3:10  |
| 7.                 | Tall Horses            | 4:50  |
| Totale duur: 36:48 |                        |       |

## Personeel
- Bob Daspit – gitaar
- Nathan East – basgitaar
- Michael Fisher – percussie
- Pete Haycock – gitaar
- Jimmy Johnson – basgitaar
- Bill Knopf – banjo
- Russ Kunkel – drums
- Mike Lang – piano
- Greg Leisz – dobro
- Tim May – banjo, gitaar
- Tim Pierce – gitaar
- Graham Preskett – mondharmonica, viool
- John Van Tongeren – hammondorgel
- Carlos Vega – drums
- Hans Zimmer – synthesizer
- Bob Zimmitti – percussie